# توم روب سميث
توم روب سميث (بالإنجليزية: Tom Rob Smith)‏ (19 فبراير 1979، لندن في المملكة المتحدة)؛ كاتب سيناريو، كاتب وروائي بريطاني.

## روابط خارجية
- توم روب سميث على موقع IMDb (الإنجليزية)
- توم روب سميث على موقع ميوزك برينز (الإنجليزية)
- توم روب سميث على موقع قاعدة بيانات الفيلم (الإنجليزية)